# BMW-Cup 1994
Der BMW-Cup 1994 im Badminton fand vom 18. bis zum 21. November 1994 in Saarbrücken statt.

## Medaillengewinner
| Disziplin    | Gold                         | Silber                         | Bronze                                 |
| ------------ | ---------------------------- | ------------------------------ | -------------------------------------- |
| Herreneinzel | Hargiono                     | Dharma Gunawi                  | Jacek Hankiewicz                       |
| Herreneinzel | Hargiono                     | Dharma Gunawi                  | Detlef Poste                           |
| Dameneinzel  | Irina Serova                 | Helle Ankjær Nielsen           | Tanja Berg                             |
| Dameneinzel  | Irina Serova                 | Helle Ankjær Nielsen           | Monique Hoogland                       |
| Herrendoppel | Dharma Gunawi Li Ang         | Detlef Poste Björn Siegemund   | Hargiono Chen Jin                      |
| Herrendoppel | Dharma Gunawi Li Ang         | Detlef Poste Björn Siegemund   | Thomas Madsen Johnny Sørensen          |
| Damendoppel  | Katrin Schmidt Kerstin Ubben | Sandra Beißel Karen Stechmann  | Nicol Pitro Viola Rathgeber            |
| Damendoppel  | Katrin Schmidt Kerstin Ubben | Sandra Beißel Karen Stechmann  | Katja Michalowsky Helle Ankjær Nielsen |
| Mixed        | Michael Keck Karen Stechmann | Uwe Ossenbrink Viola Rathgeber | Chen Jin Yanne Vang-Nielsen            |
| Mixed        | Michael Keck Karen Stechmann | Uwe Ossenbrink Viola Rathgeber | Kai Mitteldorf Katrin Schmidt          |